# Coggeria naufragus
Coggeria naufragus (лат.) — вид пресмыкающихся из семейства сцинковых, выделяемый в монотипический род Coggeria. Описан в 1996 году, эндемик острова Фрейзер в штате Квинсленд (Австралия). Родовое название дано в честь Гарольда Коггера, куратора коллекции пресмыкающихся и заместителя директора Австралийского музея. Видовой эпитет naufragus означает «потерпевший кораблекрушение».

## Внешний вид
Мелкий сцинк с продолговатым туловищем длиной 62—127 мм. Хвост имеет длину 76,5—83,1 мм, резко сужается на конце. Ноги короткие, трёхпалые. Хвост Голова слабо отделена от шеи, при взгляде сбоку имеет клиновидную форму. Ноздри прорезаны на переднем нижнем крае крупных носовых щитков, отделенных друг от друга. Предлобные щитки крупные, отделены друг от друга лобным щитком, длина которого в 1,2 раза превышает ширину. Кроме предлобных, он контактирует с лобоносовым, лоботеменными, первыми надглазничными и первыми верхнересничными щитками. Лоботеменные парные, шов между ними широкий. Межтеменной щиток свободный, на нём имеется отверстие теменного глаза. Теменные щитки широко спорикасаются позади межтеменного. За ними располагаются 4—5 пар затылочных щитков. Верхнегубных щитков чаще 6, но может быть 7. Нижнегубных 6. Предглазничных щитков 2. Нижнее веко подвижно и покрыто чешуйками. Наружный слуховой проход затянут кожей, на его месте имеется вертикальное углубление. Туловищные чешуи гладкие, посередине тела расположены в 22—24 ряда. Вдоль позвоночника от первых затылочных до уровня заднего края задней конечности проходит 88—100 несколько увеличенных чешуй. Средняя пара преанальных щитков увеличена.
Спинная сторона тела светло-коричневая с прерывистыми линиями из тёмно-коричневых пятен, идущих вдоль туловища и хвоста. На голове тёмно-коричневый крап. Нижняя и боковые стороны тела сероватые с чёрными крапинами, резко отделены от спинной стороны рядом белых пятнышек, начинающимся от глаза и продолжающимся до конца хвоста. Ноги серые с чёрным крапом.

## Распространение и образ жизни
Эндемик острова Фрейзер в штате Квинсленд (Австралия). Встречается в хорошо освещённых лесах с песчаным субстратом. Ведёт роющий образ жизни.